# BYD Sea Lion 07
BYD Sea Lion 07 (кит. 比亚迪海獅07; пиньинь: Bǐyǎdí Hǎishī 07) — среднеразмерный электромобиль-кроссовер, который выпускается китайской компанией BYD Auto с 2024 года.

## Описание
BYD Sea Lion 07 впервые был представлен 17 ноября 2023 года на автосалоне в Гуанчжоу. Производство автомобиля началось в 2024 году.
Автомобиль выпускается на платформе e-Platform 3.0 вместе со своими собратьями Song L и Seal. В разработке дизайна принимал участие Вольфганг Эггер. Конкурентом автомобиля является Tesla Model Y.
Фары приобрели форму сплющенной буквы C, задние фонари же каплевидные.

## Технические характеристики
Заднеприводный BYD Sea Lion 07 оснащён одним электродвигателем, а полноприводный — двумя. Мощность одного электродвигателя составляет 228 л. с., а второго — 308 л. с. Суммарная мощность 523 л. с.

## Галерея
- Вид сбоку
- Вид сзади